# Gold Nugget
| Gold Kænguruer (tidligere Nugget) (Australien) | Gold Kænguruer (tidligere Nugget) (Australien) |
| ---------------------------------------------- | ---------------------------------------------- |
| Værdi:                                         | 100 Australske dollar                          |
| Vægt:                                          | 31.1035 g                                      |
| Diameter:                                      | 32.10 mm                                       |
| Tykkelse:                                      | 2.80 mm                                        |
| Materiale:                                     | 99.99% Au                                      |
| Præget år:                                     | 1986–nu                                        |
| Forside                                        |                                                |
| Design:                                        | Dronning Elizabeth II                          |
| Designer:                                      | Ian Rank-Broadley                              |
| Bagside                                        |                                                |
| Design:                                        | Kænguruer Varierer hvert år                    |

Den australske Gold Nugget er en guldmønt, der er blevet udgivet af Perth Mint siden 1986. Den er blevet lavet i følgende udgaver: 1⁄20 oz,1⁄10 oz, 1⁄4 oz, 1⁄2 oz, 1 oz, 2 oz, 10 oz, og 1 kg 24  karat guld. De er et legalt betalingsmiddel i Australien, og er en af de få guldmønter af den type, der skifter design hvert år. En anden er den kinesiske Gold Panda. Dette, og at de produceres i et begrænset antal, har gjort, at deres værdi på markedet er noget højere end guldværdien i mønten.
Fra 1986 til 1989 viste bagsiden af mønten forskellige billeder af australske guldklumper (heraf navnet). I 1989 ændrede man det til at vise billeder af forskellige kænguruer, da kænguruer er Australiens "kendemærke". I dag refererer man da også nogle gange til den som "gold kangaroo" (guld-kænguru).

## Dimensioner
| Guldindhold     | Tykkelse   | Diameter   | Vægt (gram) | Påtrykt værdi (AUD) |
| --------------- | ---------- | ---------- | ----------- | ------------------- |
| 1⁄20 troy ounce | 1,40 mm    | 14,10 mm   | 1,55 g      | 5 $                 |
| 1⁄10 troy ounce | 1,30 mm    | 16,10 mm   | 3,11 g      | 15 $                |
| 1⁄4 troy ounce  | 1,80 mm    | 20,10 mm   | 7,78 g      | 25 $                |
| 1⁄2 troy ounce  | 2,20 mm    | 25,10 mm   | 15,55 g     | 50 $                |
| 1 troy ounce    | 2,65 mm    | 32,10 mm   | 31,10 g     | 100 $               |
| 2 troy ounce    | 3,35 mm    | 40,40 mm   | 62,21 g     | 200 $               |
| 10 troy ounce   | 7,65 mm    | 59,70 mm   | 311 g       | 1000 $              |
| 1 kg            | 15,80 mm   | 74,50 mm   | 1000 g      | 3000 $              |
| 1 ton           | ca. 120 mm | ca. 800 mm | 1.000.000 g | 1.000.000 $         |

## Eksterne links
- Billeder og beskrivelse på coinpage.com
- Perth Mint's officielle hjemmeside